# 楊宜 (嘉靖進士)
楊宜（1495年—？），字伯時，號裁菴，京師真定府衡水縣（今河北省衡水縣）人，明朝政治人物，同進士出身。

## 生平
嘉靖元年（1522年）壬午科順天府乡试第四名，嘉靖二年（1523年），登癸未科会试第八十八名，三甲第七十五名進士，授濰縣知縣。嘉靖九年，任山東道試監察御史，后改河南道御史。嘉靖十九年（1540年），提調南直隸學校，嘉靖二十三年，任大理寺右寺丞。嘉靖二十四年，任大理寺右少卿。嘉靖二十五年，任都察院右僉都御史，總理南京糧儲，后任山東右布政使。嘉靖二十九年，任南京都察院右僉都御史，提督操江兼管巡江。嘉靖三十二年，任巡撫河南。嘉靖三十三年，任南京戶部右侍郎，總督糧儲。嘉靖三十四年，任南京兵部右侍郎、右僉都御史，總督南直隸浙福軍務。嘉靖三十五年，因戰敗，而革任回籍閒住，由胡宗憲代任。

## 家族
曾祖杨文理。祖父杨青。父杨惠。前母劉氏；母张氏，继母张氏。具庆下。兄宠、宇、宿、弟宦、賓、寀。